# Paradijskorrel
Paradijskorrel (Aframomum melegueta) is een plantensoort uit de gemberfamilie, Zingiberaceae, en nauw verwant aan kardemom. In Suriname is het bekend als awisa (van Twi: wisa) De soort is ook algemeen bekend als 'melegueta-peper', 'alligatorpeper' of 'ossame'. De term 'Guinee-peper' wordt ook gebruikt, maar daarmee wordt meestal Xylopia aethiopica bedoeld. De zaden worden gebruikt als specerij (gemalen of geheel); ze geven een scherpe zwartepeper-achtige smaak met hints van citrus. 
De soort is inheems in West-Afrika, dat vanwege deze grondstof soms de Peperkust (of Graankust) wordt genoemd. Het is ook een belangrijke exportsoort in het district Basketo van de regio Yedebub Biheroch Bihereseboch na Hizboch in het zuiden van Ethiopië.

## Eigenschappen
Paradijskorrel is een kruidachtige vaste plant afkomstig uit moerassige habitats langs de West-Afrikaanse kust. De trompetvormige, paarse bloemen ontwikkelen zich tot peulen van 5-7 cm lang en bevatten talrijke kleine, roodbruine zaden.
De scherpe, peperige smaak van de zaden wordt veroorzaakt door aromatische ketonen. Etherische olie, die de dominante smaakcomponenten zijn in de nauw verwante kardemom, komen alleen in sporen voor.
De stengel kan soms kort zijn en vertoont meestal tekenen van littekens en afgevallen bladeren. De bladeren zijn gemiddeld 35 cm lang en 15 cm breed, met een goed gestructureerd vaatstelsel. De bloemen van de kruidachtige plant zijn aromatisch, met een oranjekleurige lip en een rijk roze-oranje bovendeel. De vruchten bevatten talrijke, kleine, goud-roodbruine zaadjes.